# Gilbert Decouvreur
Gilbert Decouvreur (Opbrakel, 12 juni 1949) is een Belgische architect. Hij hield zich voornamelijk bezig met het architectuuronderricht.

## Levensloop
Gilbert Decouvreur groeide op te Everbeek. Zijn vader was technisch tekenaar, die o.a. nauw betrokken was bij de uitvoering van het Russisch paviljoen op de Expo 58 te Brussel.
Na de ‘Voorbereidende Studiën tot Architect’ behaalde Gilbert Decouvreur zijn architectendiploma aan het Hoger St. Lucasinstituut te Gent in 1973.
Decouvreur liep vervolgens twee jaar stage bij architect Jos Van Driessche te Lokeren.
Tussen 1975 en 1980 ontwierp Decouvreur enkele woningen en een verbouwing, deze werken zijn organisch-functionalistisch in de geest van Alvar Aalto, Frank Wright en Hans Scharoun.
Tussen 1980 en 1995 was Decouvreur docent ‘architectuuractualia’ aan de Hogeschool voor Wetenschap Kunst - Campus Sint-Lucas Gent.
Tussen 1977 en 2015 was Decouvreur onafgebroken leraar 'vormstudie,schaaltekenen' en 'kunstinitiatie' aan de Kunsthumaniora St Lucas te Gent.
Vanaf 1977 was Decouvreur architectuurgids bij diverse architectuurreizen. Steden als Amsterdam (Amsterdamse School), Wenen (O. Wagner), Berlijn(H.Scharoun, E. Mendelsohn) , Praag ( Tj. Kubisme),Londen (J.Soane,Richard Norman Shaw), Ljubliana (J. Plecnik), Moskou (K. Melnikov),Sint-Petersburg (C. Rossi, B. Rastrelli), Helsinki (A.Aalto), Stockholm (G. Asplund), werden door hem, als gids, meermaals bezocht. Uitgebreide studiereizen naar Zweden, Finland , Noorwegen, Rusland, Egypte, Italië ,Duitsland, Oostenrijk, alsook een reis naar de werken van F. L. Wright werden door hem georganiseerd en begeleid.
Vanaf 1980 gaf Decouvreur voordrachten, in het bijzonder voor de architectengenootschap Archipel te Brugge. In deze voordrachten werd steeds het werk van één architect belicht: Frank Wright, Alvar Aalto, Hans Scharoun, B.Goff, O. Wagner, K. Melnikov, B. Taut, H. Poelzig, R. Schindler, G. Asplund, S. Lewerentz, E. Bryggman,H.Tessenow, H.van de Velde, T. Fischer, H. Billing, P. Schmitthenner, R.Steiner, e. a.
Op individuele basis ondernam Decouvreur verschillende architectuurreizen naar Centraal – Azië, Armenië, Georgië, Tibet, Nepal, Syrië, Jordanië, Libanon, Yemen, Iran, Thailand, Indië, Marokko, Tunesië, Turkije, Malta, Griekenland, Noord - Macedonië, Mali, Brazilië, Peru, Bolivia, Cambodja, Birma, IJsland, Groot-Brittannië, Denemarken e.a. Zijn voorkeur gaat uit naar het Zweedse platteland waar hij meer dan vijftig kerken bezocht, alsook naar het Stockholm van architecten als F. Boberg, L.I.Wahlman, I. Tengbom, R. Östberg, E. Lallerstedt,C. Bergsten, C. Westman, G. Asplund, S. Lewerentz en R. Erskine. Al deze reizen werden gedocumenteerd tot architectuurvoordrachten.
In 1998 verscheen er een artikel in het tijdschrift A+ nr 155, geschreven door Jacques Aron: ‘Gilbert Decouvreur, het profiel van een Prof'.
In 2019 gaf hij op 13 oktober een lezing over de architectuur van Alvar Aalto en de muziek van Jean Sibelius in het Concertgebouw te Brugge.
In 2025 verscheen er een artikel in de weekendbijdrage van DE TIJD - SABATO. Tekst van Bert Voet, foto's van Wouter Maeckelberghe.
Gilbert Decouvreur ontwierp het logo voor het bulletin van de vereniging INTERBELLUM vzw - een vereniging waar hij medestichter van is.

## Publicaties
- ‘Architecturale vorming’ 1977 – 2015. Een uitgave in 9 boekdelen.
- ‘Konstantin Melnikov’ 1990. Uitg. St. Lucas Gent.
- ‘Bruno Taut’ 1994. Uitg. St. Lucas Gent .
- 'De les van Tessenow'. Artikel van 3 bladzijden in het tijdschrift  'INTERBELLUM' van mei-juni 1985. Jaargang 5 - nummer 3.
- 'De sublieme aanwezigheid van Japan in Villa Mairea (Alvar Aalto, 1937-38)'.Artikel in het tijdschrift 'INTERBELLUM' van september-oktober 2010. Jaargang 30-nummer 4.

## Tentoonstellingen
- Tussen 14 november 2014 en 26 mei 2015 nam hij deel aan de groepstentoonstelling Maquettes,verbeelding op schaal in het STAM te Gent.

## Radio
- Interview door Pat Donnez voor 'Berg en Dal' op 19 juni 2016